# Mimosa acutistipula
Mimosa acutistipula är en ärtväxtart som beskrevs av George Bentham. Mimosa acutistipula ingår i släktet mimosor, och familjen ärtväxter. Inga underarter finns listade i Catalogue of Life.